# Нозофобия
Нозофо́бия (англ. nosophobia, от др.-греч. νόσος — «болезнь» + φόβος — «страх») — тревожное фобическое расстройство, проявляющееся иррациональным страхом развития угрожающих жизни заболеваний. Нозофобию часто называют болезнью студентов-медиков. Это основано на предположении, что студенты-медики, окружённые информацией о различных заболеваниях, склонны находить симптомы заболеваний у себя, однако исследование, проведённое в 2014 году, не оказывает поддержки этой идее.

## Симптомы
Симптомами нозофобии являются отчётливый и постоянно появляющийся страх по поводу развития заболеваний, потенциально опасных для жизни, таких как, например, рак, заболевания сердца или ВИЧ. Это беспокойство, как правило, сохраняется даже после медицинского осмотра, может отразиться на физическом состоянии пациента и комплекс симптомов:
- головокружение
- тошноту
- учащённый пульс
- потливость
- учащённое дыхание
- проблемы со сном.

## Причины возникновения
Существуют некоторые факторы, способствующие развитию нозофобии:
- Беспокойство о своём здоровье
- Смерть близкого человека от неизлечимой болезни
- Крупные вспышки заболеваний за рубежом могут стать причиной проявления нозофобии у некоторых людей

Эксперты также предполагают, что свободный доступ к медицинской информации в интернете мог сыграть свою роль, так как любой пользователь может найти симптомы любых заболеваний. Это стало настолько распространённой причиной беспокойства, что для этого есть даже термин — киберхондрия.
Пациенты с другими психическими расстройствами, такими как биполярное расстройство, шизофрения, клиническая депрессия или обсессивно-компульсивное расстройство, могут с большей вероятностью бояться серьёзных заболеваний.
Ещё одна причина возникновения нозофобии — заболевание, пережитое человеком в юном возрасте, повторения которого он опасается.

## Лечение
Как правило, нозофобия диагностируется в том случае, если беспокойство по поводу развития заболеваний мешают повседневной жизни.
Нозофобию нельзя считать недостаточно серьёзным заболеванием и относиться к ней поверхностно — она требует своевременного лечения, как и любая другая болезнь. Самолечением заниматься не стоит, так как это может быть опасно для жизни.
Для лечения нозофобии часто рекомендуется когнитивно-поведенческая терапия. Также дополнительно рекомендуются альтернативные методы, включающие, например, медитацию.
Так как нозофобия вызывает состояние почти постоянного стресса, могут помочь такие методы, как софрология, или даже медитативные практики, такие как йога и тайцзи.

### Медикаментозное лечение
Хотя не существует лекарств, предназначенных для лечения конкретных фобий, некоторые препараты помогут уменьшить уровень и могут быть полезны при использовании вместе с терапией:
- Бета-блокаторы помогают снизить уровень тревоги. Например, они могут помочь поддерживать постоянную частоту сердечных сокращений и предотвращать повышение артериального давления.
- Бензодиазепины также помогают снизить уровень тревоги, но так как этот препарат может вызывать привыкание, он не предназначен для длительного использования.

## Нозофобия и ипохондрия
Нозофобию очень часто путают с ипохондрией, однако между ними есть существенное различие: в то время как нозофобией называют страх развития определённого заболевания, ипохондрия включает более общие опасения по поводу болезней. Человек, страдающий ипохондрией, беспокоится о том, что незначительные симптомы (такие как, например, головная боль) являются признаками более серьёзного заболевания. При этом человек с нозофобией может не иметь никаких симптомов, но при этом беспокоиться о том, что страдает опасной болезнью.